# Império Antigo
```
   |-
       |
Erro:
:  
valor não especificado para "
nome_comum
"

   |-
       | 
Erro:
:  
valor não especificado para "
continente
"
```

O Império Antigo, na história do Antigo Egito, é o período do terceiro milênio  (c. 2686-2181 a.C.), também conhecido como a "Era das Pirâmides" ou "Era dos Construtores de Pirâmides", pois inclui a grande 4ª Dinastia quando O Rei Seneferu aperfeiçoou a arte da construção de pirâmides e as  pirâmides de Gizé foram construídas sob os reis Quéops, Quéfren e Miquerinos. O Egito alcançou o seu primeiro pico contínuo de civilização - o primeiro dos três chamados períodos do "Reino" (seguidos pelo Reino do Meio e Novo Reino) que marcam os pontos altos da civilização no baixo Vale do Nilo.
O termo em si foi cunhado por historiadores do século XVIII, e a distinção entre o Império Antigo e o Período Arcaico não é aquela que teria sido reconhecida pelos antigos egípcios. Não apenas o último rei do Período Arcaico se relacionava com os dois primeiros reis do Império Antigo, como também a "capital", a residência real, permaneceu em Ineb-Hedg, o antigo nome Egípcio de Mênfis. A justificativa básica para uma separação entre os dois períodos é a mudança revolucionária na arquitetura, acompanhada pelos efeitos sobre a sociedade Egípcia e a economia de projetos de construção em grande escala.
O Império Antigo é mais comumente considerado como o período da Terceira Dinastia até a Sexta Dinastia (2686–2181 a.C.). As 4ª-6ª dinastias do Egito são escassas, e os historiadores consideram a história da época como literalmente "escrita em pedra" e em grande parte arquitectónica na medida em que é através dos monumentos e suas inscrições que os estudiosos foram capazes de construir uma história. Os Egiptólogos também incluem a Sétima e a Oitava Dinastias no Império Antigo como uma continuação da administração centralizada em Mênfis. Enquanto o Império antigo foi um período de segurança interna e prosperidade, foi seguido por um período de desunião e relativo declínio cultural referido pelos egiptólogos como o Primeiro Período Intermediário. Durante o Império Antigo, o rei do Egito (não chamado de Faraó até ao Novo Reino) tornou-se um deus vivo que governava absolutamente e poderia exigir os serviços e a riqueza de seus súbditos.
Sob o Rei Djoser, o primeiro rei da Terceira Dinastia do Império Antigo, a capital real do Egito foi transferida para Mênfis, onde Djoser estabeleceu a sua corte. Uma nova era de construção foi iniciada em Sacará durante o seu reinado. O arquiteto do Rei Djoser, Imhotep, é creditado com o desenvolvimento do edifício com pedra e com a concepção da nova forma arquitetônica - a pirâmide de degraus. O Império Antigo é talvez mais conhecido pelo grande número de pirâmides construídas nessa época como locais de sepultamento para os reis do Egito. Por essa razão, o Reino Antigo é frequentemente chamado de "a Era das Pirâmides".

## História

### Ascensão do Império Antigo

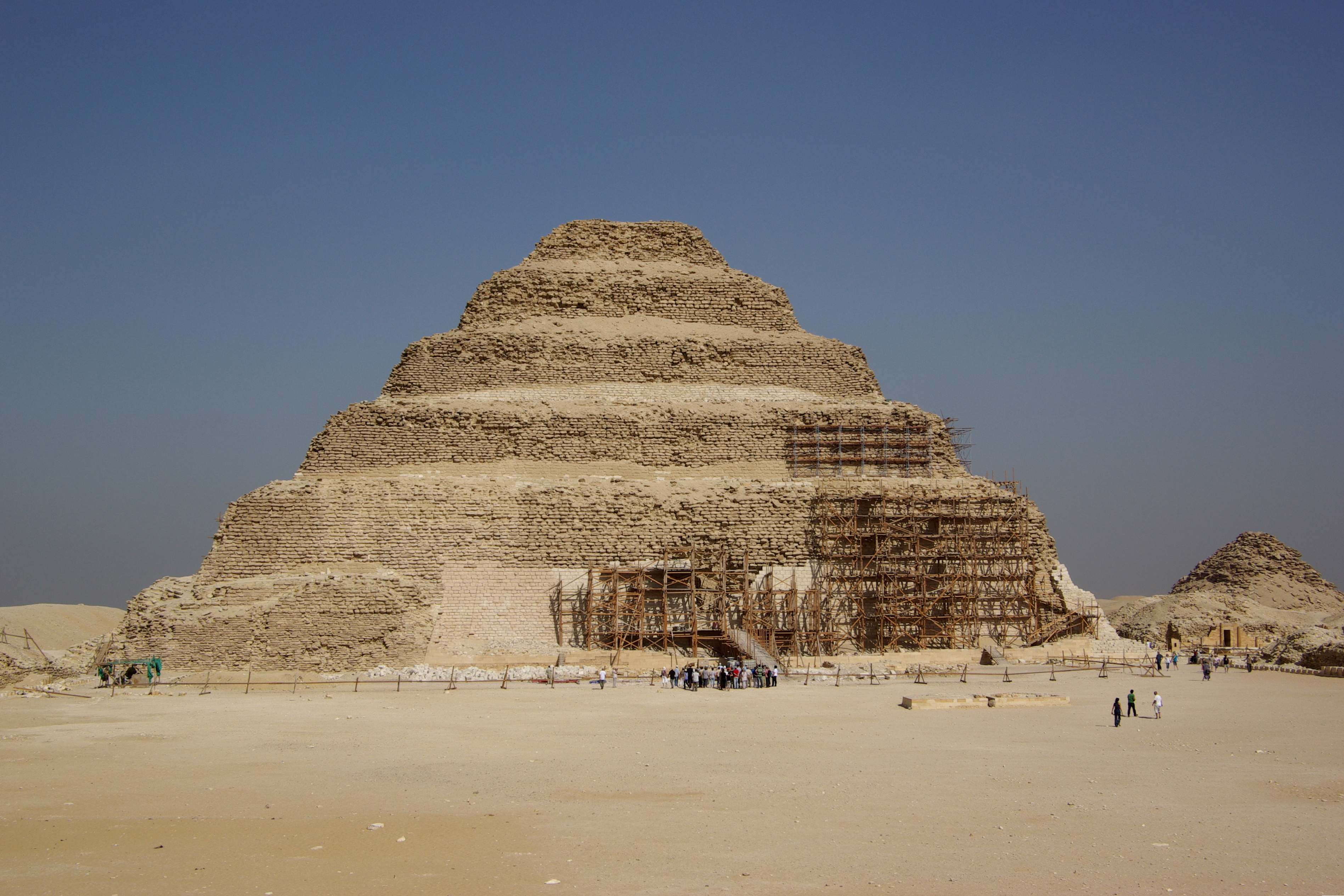
A Pirâmide de Djoser em Sacará.

O primeiro Faraó do Império Antigo foi Djoser (em algum momento entre 2691 e 2625 a.C.) da terceira dinastia, que ordenou a construção de uma pirâmide (a Pirâmide de Degraus) na necrópole de Mênfis, Sacará. Uma pessoa importante durante o reinado de Djoser foi o seu vizir, Imhotep.

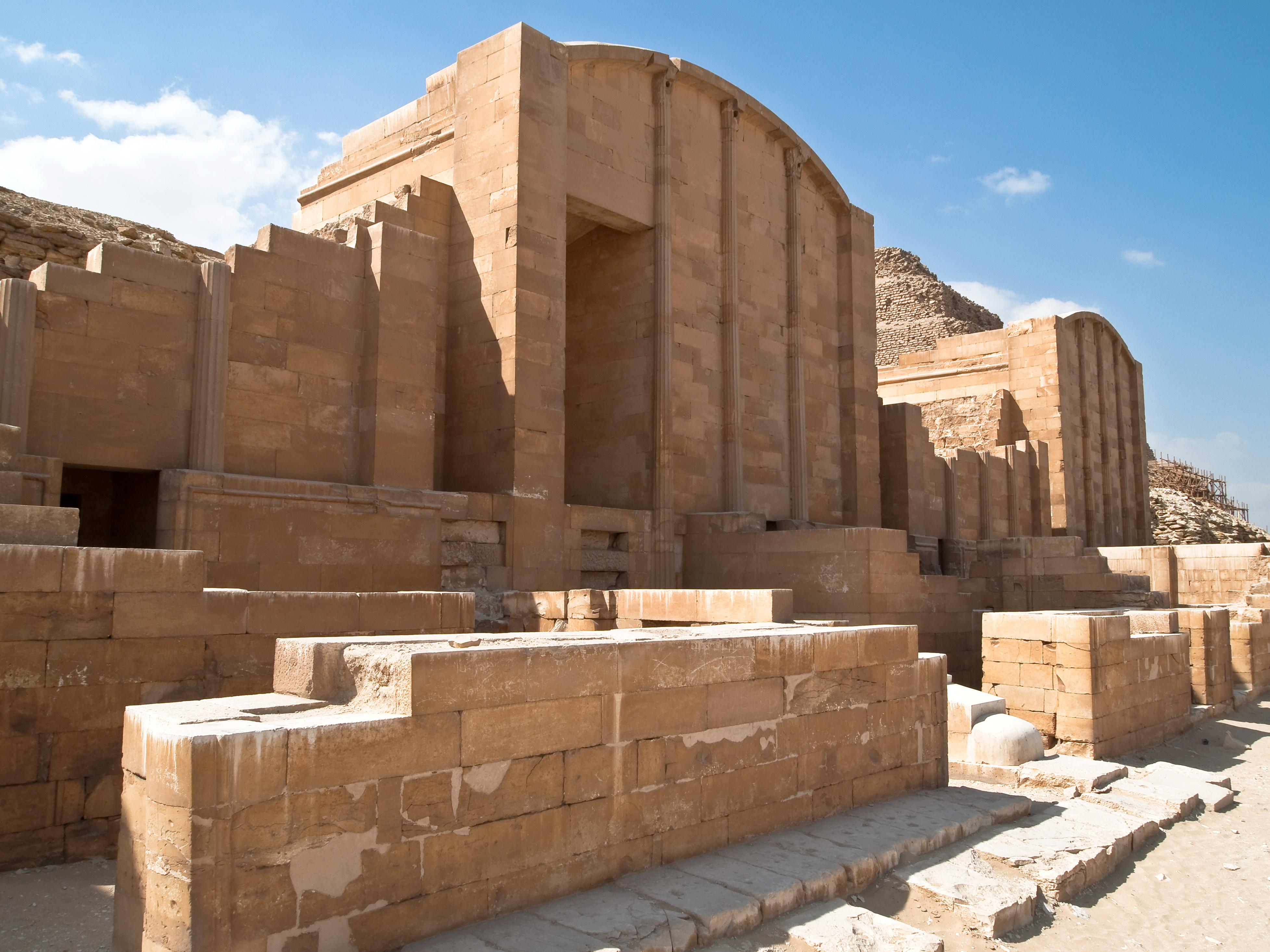
Templo de Djoser em Sacará

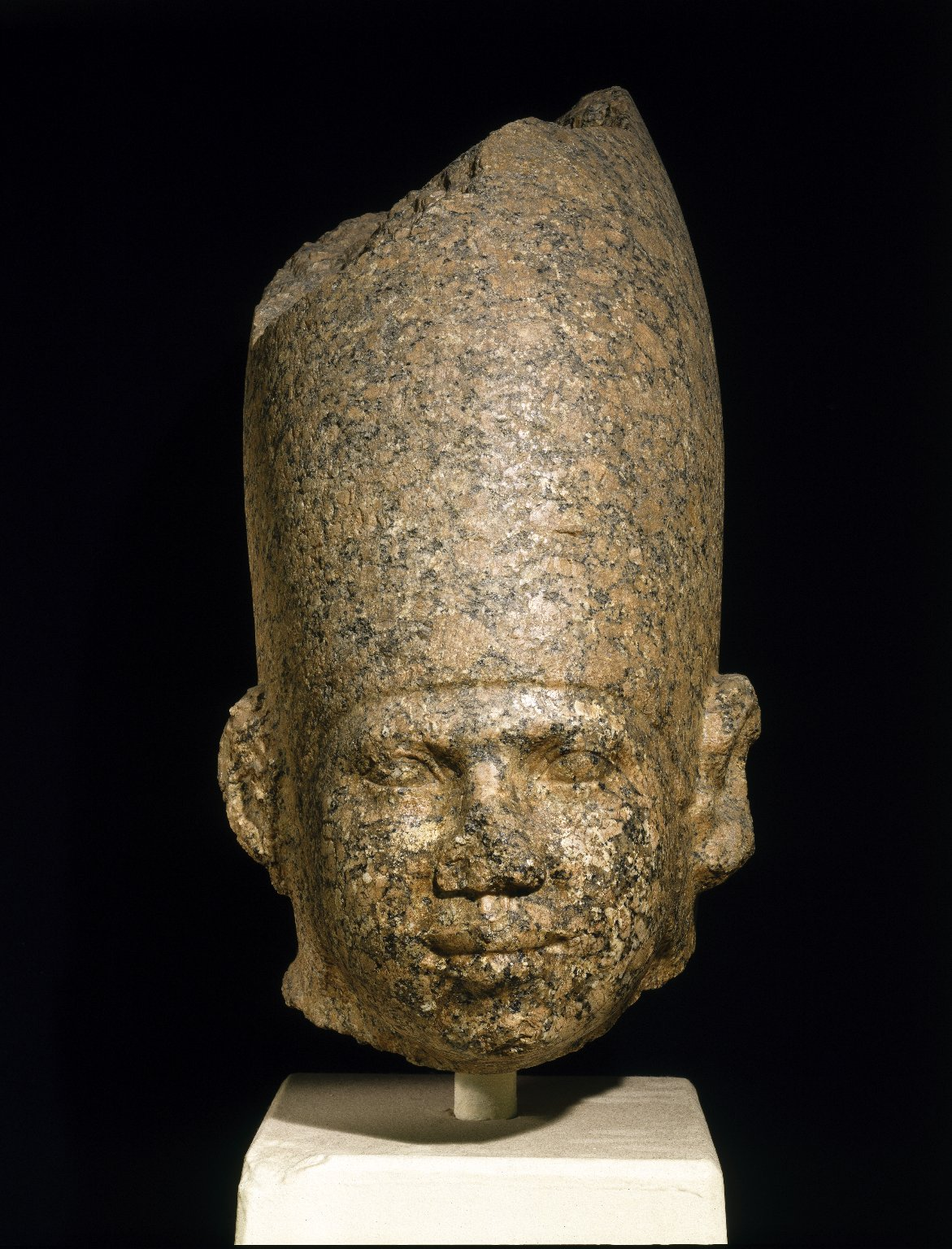
Cabeça de um Rei, ca. 2650-2600 AC, Brooklyn Museum; As primeiras representações dos Reis Egípcios são em pequena escala. A partir da terceira dinastia, as estátuas foram feitas em tamanho real; esta cabeça usando a coroa do Alto Egito até ultrapassa a escala humana.

Foi nessa época que antigos estados egípcios independentes se tornaram conhecidos com nomos, sob o domínio do Faraó. Os antigos governantes foram forçados a assumir o papel de governadores ou trabalhar na cobrança de impostos. Os Egípcios nessa época adoravam o seu Faraó como um deus, acreditando que ele assegurava a inundação anual do Nilo que era necessária para suas colheitas. As visões Egípcias sobre a natureza do tempo durante este período sustentavam que o universo trabalhava em ciclos, e o Faraó na terra trabalhava para assegurar a estabilidade desses ciclos. Eles também se assumiam como pessoas especialmente selecionadas.

### Auge do Império Antigo

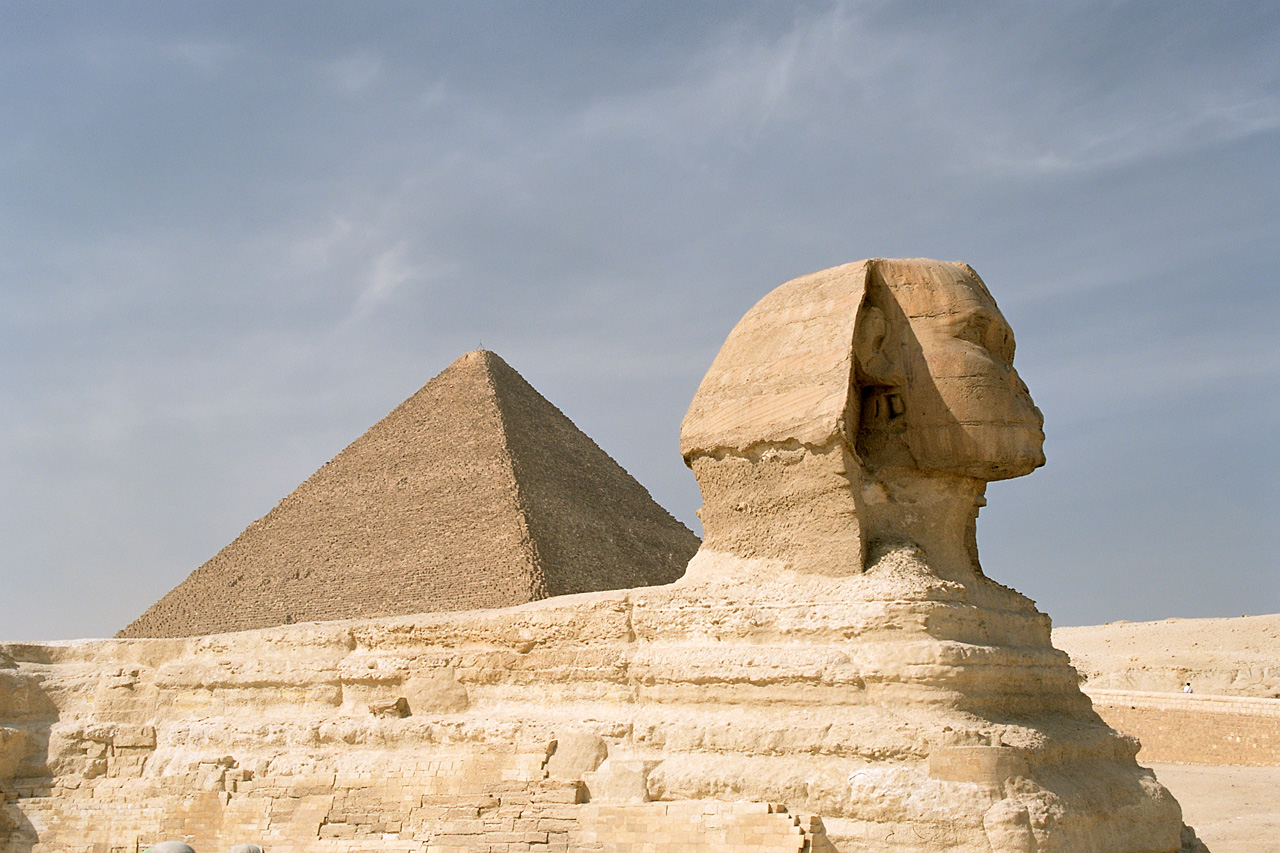
A Grande Esfinge de Gizé na frente da Grande Pirâmide de Gizé.

O Império Antigo e o seu poder real alcançaram o seu auge sob a Quarta Dinastia (2613–2494 a.C.), que começou com Seneferu (2613–2589 a.C.). Depois de Djoser, o Faraó Snefru foi o próximo grande construtor de pirâmides. Snefru encomendou a construção de não uma, mas três pirâmides. A primeira é chamada pirâmide de Meidum, nomeada pela sua localização no Egito. Snefru abandonou-a depois que o invólucro externo caiu da pirâmide. A pirâmide de Meidum foi a primeira a ter uma câmara funerária acima do solo. Usando mais pedras do que qualquer outro faraó, ele construiu as três pirâmides: a pirâmide agora desmoronada em Meidum, a Pirâmide Curvada em Dachur e a Pirâmide Vermelha, em Dachur Norte. No entanto, o desenvolvimento completo do estilo de construção da pirâmide foi alcançado não em Sacará, mas durante a construção das "Grandes Pirâmides" em Gizé.
Seneferu foi sucedido pelo seu filho, Quéops (2589-2566 a.C.), que construiu a Grande Pirâmide de Gizé. Depois da morte de Quéops, os seus filhos Djedefré (2566–2558 a.C.) e Quéfren (2558–2532 a.C.) terão brigado. Este último construiu a segunda pirâmide e (no pensamento tradicional) a Esfinge em Gizé. Recentes reexaminações de evidências levaram o egiptólogo Vassil Dobrev a propor que a Esfinge tenha  sido construída por Djedefré como um monumento a seu pai Quéops. Alternativamente, a Esfinge foi proposta como sendo uma obra de Quéfren e do próprio Quéops.[carece de fontes?]
Houve expedições militares para Canaã e Núbia, com a influência egípcia alcançando o Nilo até o que é hoje o Sudão. Os reis posteriores da Quarta Dinastia foram o rei Miquerinos (2532-2504 a.C.), que construiu a menor pirâmide em Giza, Seberquerés (2504–2498 a.C.) e, talvez, Thamphthis (2498–2496 a.C.).[carece de fontes?]

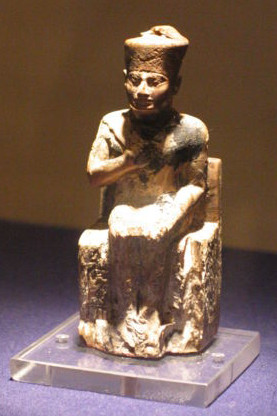
Quéops, o construtor da Grande Pirâmide de Gizé.

### Quinta Dinastia

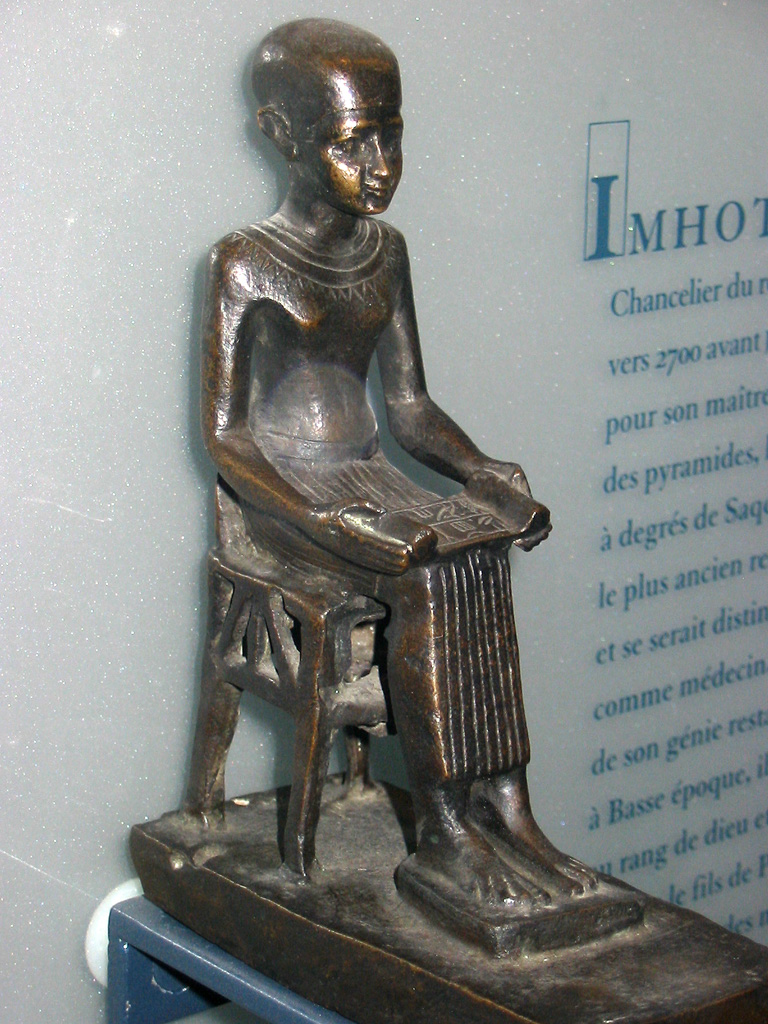
Estátua da Época Baixa de Imhotep, Museu do Louvre.

A Quinta Dinastia (2494–2345 a.C.) começou com Userquerés (2494–2487 a.C.) e foi marcada pela crescente importância do culto do deus do sol Rá. Consequentemente, menos esforços foram dedicados à construção de complexos de pirâmides do que durante a 4ª dinastia e mais à construção de templos de sol em Abusir. Userquerés foi sucedido por seu filho Sefrés (2487-2475 a.C.), que comandou uma expedição a Punt. Sefrés, por sua vez, foi sucedido por Neferircaré (2475-2455 a.C.) que era seu filho. Neferircaré introduziu o prenome no titulo real. Ele foi seguido por dois reis de vida curta, o seu filho Neferefré (2455-2453 a.C.) e Sisires, o último de parentesco incerto. Sisires pode ter sido deposto pelo irmão de Neferefré, Niuserré (2445-2421 a.C.), um faraó de longa data que construiu extensivamente em Abusir e reiniciou a atividade real em Gizé.[carece de fontes?]
Os últimos faraós da dinastia foram Menquerés (2421–2414 a.C.), Tanquerés (2414–2375 a.C.) e Unas (2375–2345 a.C.), o primeiro governante a ter os textos das pirâmides inscritos em sua pirâmide.[carece de fontes?]
Os interesses em expansão do Egito em bens comerciais como ébano, incenso como mirra e franquincenso, ouro, cobre e outros metais úteis inspiraram os antigos egípcios a construir navios adequados para a navegação em mar aberto. Eles negociaram com o Líbano por cedro e viajaram pelo Mar Vermelho até ao Reino de Punt - possivelmente na atual Somália - por ébano, marfim e resinas aromáticas. Construtores de navios daquela época não usavam cavilhas ou prendedores de metal, mas dependiam de corda para manter os seus navios montados. As pranchas e a superestrutura estavam amarradas e unidas.[carece de fontes?]

### Declínio noPrimeiro Período Intermediário
Durante a sexta dinastia (2345-2181 a.C.), o poder do faraó gradualmente enfraqueceu em favor de poderosos nomarcas (governadores regionais). Estes já não pertenciam à família real e sua carga tornou-se hereditária, criando assim dinastias locais em grande parte independentes da autoridade central do Faraó. No entanto, o controle de inundações do Nilo ainda era objeto de obras de grande dimensão, incluindo especialmente o canal para o Lago Moeris por volta de 2300 a.C., que provavelmente também foi a fonte de água para o necrópole de Gizé séculos antes.[carece de fontes?]
Transtornos internos estabeleceram-se durante o incrivelmente longo reinado de Pepi II (2278-2184 a.C.) no final da dinastia. A sua morte, certamente bem além da de seus pretensos herdeiros, poderia ter criado lutas sucessivas. O país entrou em guerras civis poucas décadas depois do fim do reinado de Pepi II.[carece de fontes?]
O golpe final foi a seca do século XXII a.C. na região, que resultou em uma queda drástica na precipitação. Por pelo menos alguns anos entre 2200 e 2150 a.C., isso impediu a inundação normal do Nilo.
Seja qual tenha sido a causa, o colapso do Antigo Reino foi seguido por décadas de fome e conflitos. Uma importante inscrição no túmulo de Ankhtifi, um nomarca durante o início do Primeiro Período Intermediário, descreve o estado lamentável do país quando a fome espreitava a terra.[carece de fontes?]

### Cultura
O Império Antigo do Egito (Dinastias 3–6, ca. 2649–2150 a.C.) foi um dos períodos mais dinâmicos no desenvolvimento da arte Egípcia. Durante esse período, os artistas aprenderam a expressar a visão de mundo de sua cultura, criando pela primeira vez imagens e formas que perduraram por gerações. Arquitetos e pedreiros dominaram as técnicas necessárias para construir estruturas monumentais em pedra.
Os escultores criaram os primeiros retratos de indivíduos e as primeiras estátuas de tamanho real em madeira, cobre e pedra. Eles aperfeiçoaram a arte de esculpir intrigante decoração de relevo e, através da observação do mundo natural, produziram imagens detalhadas de animais, plantas e até paisagens, registrando os elementos essenciais do seu mundo para a eternidade em cenas pintadas e esculpidas nas paredes dos templos e túmulos.
Essas imagens e estruturas tinham duas funções principais: assegurar uma existência ordenada e derrotar a morte preservando a vida no próximo mundo. Para esses fins, durante um período de tempo, os artistas Egípcios adotaram um repertório limitado de tipos padrões e estabeleceram um cânone artístico formal que definiria a arte Egípcia por mais de 3 000 anos, mantendo-se flexível o suficiente para permitir variações e inovações subtis. Embora grande parte de seu esforço artístico estivesse centrada na preservação da vida após a morte, os Egípcios também se cercaram de objetos para melhorar suas vidas neste mundo, produzindo jóias elegantes, móveis finamente esculpidos e incrustados e vasos e acessórios cosméticos feitos de uma ampla gama de materiais.[carece de fontes?]